# Copa Davis de 2006
A Copa Davis de 2006 foi a 95ª edição da principal competição do tênis masculino. No grupo mundial, 16 equipes disputam a competição, que começou dia 10 de fevereiro e terminou dia 3 de dezembro de 2006.

## Grupo Mundial
| Equipes Participantes | Equipes Participantes | Equipes Participantes | Equipes Participantes |
| Alemanha              | Argentina             | Austrália             | Áustria               |
| Bielorrússia          | Chile                 | Croácia               | Eslováquia            |
| Espanha               | Estados Unidos        | França                | Países Baixos         |
| Romênia               | Rússia                | Suécia                | Suíça                 |
| --------------------- | --------------------- | --------------------- | --------------------- |

### Jogos
|  | 1ª fase 10-12 de fevereiro | 1ª fase 10-12 de fevereiro    |                         |   | Quartas-de-finais 7-9 de abril | Quartas-de-finais 7-9 de abril |  |  | Semi-finais 22-24 de setembro | Semi-finais 22-24 de setembro |  |  | Final 1-3 de dezembro | Final 1-3 de dezembro |
|  |                            |                               |                         |   |                                |                                |  |  |                               |                               |  |  |                       |                       |
|  | Graz, Áustria              |                               |                         |   |                                |                                |  |  |                               |                               |  |  |                       |                       |
|  |                            |                               |                         |   |                                |                                |  |  |                               |                               |  |  |                       |                       |
|  | Croácia                    | 3                             |                         |   |                                |                                |  |  |                               |                               |  |  |                       |                       |
|  | Croácia                    | 3                             | Zagreb, Croácia         |   |                                |                                |  |  |                               |                               |  |  |                       |                       |
|  | Áustria                    | 2                             |                         |   |                                |                                |  |  |                               |                               |  |  |                       |                       |
|  | Áustria                    | 2                             | Croácia                 | 2 |                                |                                |  |  |                               |                               |  |  |                       |                       |
|  | Buenos Aires, Argentina    |                               | Croácia                 | 2 |                                |                                |  |  |                               |                               |  |  |                       |                       |
|  |                            | Argentina                     | 3                       |   |                                |                                |  |  |                               |                               |  |  |                       |                       |
|  | Argentina                  | Argentina                     | 3                       | 5 |                                |                                |  |  |                               |                               |  |  |                       |                       |
|  | Argentina                  |                               | Buenos Aires, Argentina | 5 |                                |                                |  |  |                               |                               |  |  |                       |                       |
|  | Suécia                     | 0                             |                         |   |                                |                                |  |  |                               |                               |  |  |                       |                       |
|  | Suécia                     | 0                             | Argentina               | 5 |                                |                                |  |  |                               |                               |  |  |                       |                       |
|  | Minsk, Bielorrússia        |                               | Argentina               | 5 |                                |                                |  |  |                               |                               |  |  |                       |                       |
|  |                            | Austrália                     | 0                       |   |                                |                                |  |  |                               |                               |  |  |                       |                       |
|  | Espanha                    | Austrália                     | 0                       | 1 |                                |                                |  |  |                               |                               |  |  |                       |                       |
|  | Espanha                    | Melbourne, Austrália          |                         | 1 |                                |                                |  |  |                               |                               |  |  |                       |                       |
|  | Bielorrússia               | 4                             |                         |   |                                |                                |  |  |                               |                               |  |  |                       |                       |
|  | Bielorrússia               | 4                             | Bielorrússia            | 0 |                                |                                |  |  |                               |                               |  |  |                       |                       |
|  | Genebra, Suíça             |                               | Bielorrússia            | 0 |                                |                                |  |  |                               |                               |  |  |                       |                       |
|  |                            | Austrália                     | 5                       |   |                                |                                |  |  |                               |                               |  |  |                       |                       |
|  | Austrália                  | Austrália                     | 5                       | 3 |                                |                                |  |  |                               |                               |  |  |                       |                       |
|  | Austrália                  |                               | Moscou, Rússia          | 3 |                                |                                |  |  |                               |                               |  |  |                       |                       |
|  | Suíça                      | 2                             |                         |   |                                |                                |  |  |                               |                               |  |  |                       |                       |
|  | Suíça                      | 2                             | Argentina               | 2 |                                |                                |  |  |                               |                               |  |  |                       |                       |
|  | Halle, Alemanha            |                               | Argentina               | 2 |                                |                                |  |  |                               |                               |  |  |                       |                       |
|  |                            | Rússia                        | 3                       |   |                                |                                |  |  |                               |                               |  |  |                       |                       |
|  | Alemanha                   | Rússia                        | 3                       | 2 |                                |                                |  |  |                               |                               |  |  |                       |                       |
|  | Alemanha                   | Pau, França                   |                         | 2 |                                |                                |  |  |                               |                               |  |  |                       |                       |
|  | França                     | 3                             |                         |   |                                |                                |  |  |                               |                               |  |  |                       |                       |
|  | França                     | 3                             | França                  | 1 |                                |                                |  |  |                               |                               |  |  |                       |                       |
|  | Amsterdã, Países Baixos    |                               | França                  | 1 |                                |                                |  |  |                               |                               |  |  |                       |                       |
|  |                            | Rússia                        | 4                       |   |                                |                                |  |  |                               |                               |  |  |                       |                       |
|  | Países Baixos              | Rússia                        | 4                       | 0 |                                |                                |  |  |                               |                               |  |  |                       |                       |
|  | Países Baixos              |                               | Moscou, Rússia          | 0 |                                |                                |  |  |                               |                               |  |  |                       |                       |
|  | Rússia                     | 5                             |                         |   |                                |                                |  |  |                               |                               |  |  |                       |                       |
|  | Rússia                     | 5                             | Rússia                  | 3 |                                |                                |  |  |                               |                               |  |  |                       |                       |
|  | La Jolla, Estados Unidos   |                               | Rússia                  | 3 |                                |                                |  |  |                               |                               |  |  |                       |                       |
|  |                            | Estados Unidos                | 2                       |   |                                |                                |  |  |                               |                               |  |  |                       |                       |
|  | Romênia                    | Estados Unidos                | 2                       | 1 |                                |                                |  |  |                               |                               |  |  |                       |                       |
|  | Romênia                    | Rancho Mirage, Estados Unidos |                         | 1 |                                |                                |  |  |                               |                               |  |  |                       |                       |
|  | Estados Unidos             | 4                             |                         |   |                                |                                |  |  |                               |                               |  |  |                       |                       |
|  | Estados Unidos             | 4                             | Estados Unidos          | 3 |                                |                                |  |  |                               |                               |  |  |                       |                       |
|  | Rancagua, Chile            |                               | Estados Unidos          | 3 |                                |                                |  |  |                               |                               |  |  |                       |                       |
|  |                            | Chile                         | 2                       |   |                                |                                |  |  |                               |                               |  |  |                       |                       |
|  | Chile                      | Chile                         | 2                       | 4 |                                |                                |  |  |                               |                               |  |  |                       |                       |
|  | Chile                      |                               |                         | 4 |                                |                                |  |  |                               |                               |  |  |                       |                       |
|  | Eslováquia                 | 1                             |                         |   |                                |                                |  |  |                               |                               |  |  |                       |                       |
|  | Eslováquia                 | 1                             |                         |   |                                |                                |  |  |                               |                               |  |  |                       |                       |

### Campeão
| Copa Davis de 2009       |
| ------------------------ |
| Rússia Campeão 2º título |

## Grupos regionais

### Repescagem
As partidas da repescagem aconteceram entre os dias 22 e 24 de setembro, entre os perdedores da 1ª rodada do Grupo Mundial e os vencedores do Grupo I.
| Local                             | Time 1        | Placar | Time 2        |
| --------------------------------- | ------------- | ------ | ------------- |
| Pörtschach am Wörthersee, Áustria | Áustria       | 5-0    | México        |
| Düsseldorf, Alemanha              | Alemanha      | 4-1    | Tailândia     |
| Leiden, Países Baixos             | Países Baixos | 1-4    | Tchéquia      |
| Bucareste, Romênia                | Romênia       | 4-1    | Coreia do Sul |
| Bratislava, Eslováquia            | Eslováquia    | 2-3    | Bélgica       |
| Santander, Espanha                | Espanha       | 4-1    | Itália        |
| Belo Horizonte, Brasil            | Brasil        | 1-3    | Suécia        |
| Genebra, Suíça                    | Suíça         | 4-1    | Sérvia        |

### Zona das Américas
| Grupo I - Brasil - Canadá - Equador - México - Peru - Venezuela | Grupo II - Bolívia - Colômbia - República Dominicana - Guatemala - Jamaica - Antilhas Neerlandesas - Paraguai - Uruguai | Grupo III - El Salvador - Cuba - Bahamas - Porto Rico - Costa Rica - Haiti - Honduras - Trinidad e Tobago | Grupo IV - Barbados - Panamá - Santa Lúcia - Ilhas Virgens Americanas - Bermuda |

### Zona da Ásia/Oceania
| Grupo I - China - Taipé Chinês - Índia - Japão - Coreia do Sul - Paquistão - Tailândia - Uzbequistão | Grupo II - Hong Kong - Indonésia - Cazaquistão - Kuwait - Líbano - Malásia - Nova Zelândia - Oceania-Pacífico | Grupo III - Filipinas - Irã - Sri Lanka - Arábia Saudita - Vietnã - Singapura - Bahrein - Bangladesh | Grupo IV Grupo A 1. Omã 2. Iraque 3. Mianmar 4. Qatar Grupo B 1. Emirados Árabes Unidos 2. Síria 3. Tadjiquistão 4. Jordânia 5. Turcomenistão |

### Zona da Europa/África
| - Bélgica - Tchéquia - Reino Unido - Israel - Itália - Luxemburgo - Marrocos - Portugal - Sérvia e Montenegro - Ucrânia | - Argélia - Bulgária - Chipre - Egito - Finlândia - Geórgia - Grécia - Hungria - Irlanda - Letônia - Macedônia - Noruega - Polônia - Eslovênia - África do Sul - Zimbábue | Grupo 1 - Mónaco - Estônia - Turquia - Lituânia - Bósnia e Herzegovina - Moldávia - Armênia - Andorra Grupo 2 - Dinamarca - Nigéria - Gana - Namíbia - Tunísia - Costa do Marfim - Botsuana - Ruanda | Grupo IV - Maurícia - Madagáscar - Islândia - São Marinho - Malta - Azerbaijão - Uganda - Senegal (desistiu) |